# Liste der Baudenkmäler in Röllbach
Auf dieser Seite sind die Baudenkmäler in der unterfränkischen Gemeinde Röllbach zusammengestellt. Diese Tabelle ist eine Teilliste der Liste der Baudenkmäler in Bayern. Grundlage ist die Bayerische Denkmalliste, die auf Basis des Bayerischen Denkmalschutzgesetzes vom 1. Oktober 1973 erstmals erstellt wurde und seither durch das Bayerische Landesamt für Denkmalpflege geführt wird. Die folgenden Angaben ersetzen nicht die rechtsverbindliche Auskunft der Denkmalschutzbehörde.
 Diese Liste gibt den Fortschreibungsstand vom 15. April 2020 wieder und enthält 23 Baudenkmäler.
In dieser Kartenansicht sind Baudenkmäler ohne Koordinaten mit einem roten bzw. orangen Marker dargestellt und können in der Karte gesetzt werden. Baudenkmäler ohne Bild sind mit einem blauen bzw. roten Marker gekennzeichnet, Baudenkmäler mit Bild mit einem grünen bzw. orangen Marker.

## Baudenkmäler
| Lage                                        | Objekt                                      | Beschreibung | Akten-Nr.     | Bild    |
| ------------------------------------------- | ------------------------------------------- | --- | ------------- | ------- |
| Daimlerstraße (Standort)                    | Wegkreuz                                    | Prozessionsaltar mit Kruzifix, Sandstein, bezeichnet 1741, renoviert 1846 und 1987 | D-6-76-151-3  | BW      |
| Hauptstraße 35 (Standort)                   | Kruzifix                                    | geschwungener Prozessionsaltar mit Inschriftkartusche und Kruzifix, Sandstein, Rokoko, bezeichnet 1779, Kreuzstamm erneuert | D-6-76-151-6  | BW      |
| Hauptstraße 35 (Standort)                   | Hausmadonna                                 | auf Mondsichel und Weltkugel mit Engelsköpfen, Sandstein(?), farbig gefasst, barock, 18. Jahrhundert | D-6-76-151-5  | BW      |
| Hauptstraße 42 (Standort)                   | Hausmadonna                                 | farbig gefasster Sandstein, barock, 18. Jahrhundert, in Muschelnische mit Engelsköpfen, Holz, 18. Jahrhundert | D-6-76-151-7  | BW      |
| Hauptstraße 47 (Standort)                   | Wohnhaus                                    | ehemaliges Wohnstallhaus, Satteldachbau mit Fachwerkobergeschoss und Kelleraussenzugang in Ecklage, 17. Jahrhundert Erdgeschoss verändert, Hausmadonna 'Maria Immaculata' farbig gefasstes Holz(?), 18. Jahrhundert | D-6-76-151-8  | BW      |
| Hauptstraße 50 (Standort)                   | Wohnhaus                                    | ehemaliges Wohnstallhaus, giebelständiger Krüppelwalmdachbau mit Fachwerkobergeschoss, 18. Jahrhundert Erdgeschoss erneuert | D-6-76-151-9  | BW      |
| Hauptstraße 52; Hauptstraße 52 a (Standort) | Bildstock                                   | ehemaliger Aufsatz eines Bildhäuschens mit Tonnendach, Sandstein, 19. Jahrhundert, in Scheunengiebel eingelassen | D-6-76-151-20 | BW      |
| Hauptstraße 52; Hauptstraße 52 a (Standort) | Kruzifix                                    | Prozessionsaltar mit Inschriftkartusche und Kruzifix, Sandstein, bezeichnet 1746, Erneuerung Ende 20. Jahrhundert | D-6-76-151-11 | BW      |
| Hauptstraße 53 (Standort)                   | Wohnhaus                                    | giebelständiges zweigeschossiges Fachwerkhaus mit Krüppelwalmdach über hohem Kellersockel mit Freitreppe, 2. Hälfte 16. Jahrhundert | D-6-76-151-10 | BW      |
| Hauptstraße 73 (Standort)                   | Wohnhaus                                    | ehemaliges Postamt, traufständiges zweigeschossiges Fachwerkhaus mit Satteldach über hohem Kellergeschoss, 1. Viertel 19. Jahrhundert, Haustür und darüber liegendes Gefach mit Putzritzung („Post“ und Posthorn), 1. Hälfte 20. Jahrhundert | D-6-76-151-12 | BW      |
| Hauptstraße; Nähe Hauptstraße (Standort)    | Wegkreuz                                    | Prozessionsaltar mit Kruzifix, Sandstein, bezeichnet 1746 | D-6-76-151-4  | BW      |
| Kirchgasse 10 (Standort)                    | Rathaus                                     | zweigeschossiges Fachwerkhaus mit Krüppelwalmdach über Kellerhanggeschoss in Ecklage, Erdgeschoss teilweise massiv erneuert, Giebel teilweise verschiefert, Kellereingang bezeichnet 1809 | D-6-76-151-14 | Rathaus |
| Kirchgasse 15 (Standort)                    | Katholische Pfarrkirche St. Peter und Paul  | Saalkirche mit eingezogenem dreiseitig schließendem Chor, unverputztes Sandsteinmauerwerk mit sparsamen Werksteingliederungen, 1832/36, verändert, vorgestellter Turm auf quadratischem Grundriss mit hohem verschiefertem Spitzhelm, verputztes Mauerwerk mit Werksteinkanten und -rahmungen im unteren Teil mit Kielbogenportal und wappenhaltender Engelsfigur, spätgotisch, bezeichnet 1503, Erhöhung nachgotisch, 1605 und 1660; mit Ausstattung; Teile der ehemaligen Friedhofsmauer mit eingelassenen Grabsteinen, wohl 16.–19. Jahrhundert, Verlauf mehrfach verändert | D-6-76-151-1  | BW      |
| Mönchberger Straße 9 (Standort)             | Bildstock                                   | toskanische Säule mit Tonnendach-Nischenaufsatz und Kreuzbekrönung, Sandstein, bezeichnet 1680 | D-6-76-151-15 | BW      |
| Mönchberger Straße 9 (Standort)             | St. Nepomuk-Statue                          | gestuftes Postament mit Figur des hl. Johann Nepomuk, Sandstein, bezeichnet 1842 | D-6-76-151-16 | BW      |
| Nähe Mönchberger Straße (Standort)          | Katholische Wallfahrtskirche 'Maria Schnee' | Saalbau mit Satteldach und verschiefertem Giebelreiter mit kurzem Spitzhelm, barock, 1680, erhöht 1849/50, eingezogener dreiseitig schließender Chor mit Maßwerkfenstern, spätgotisch, 1483–1521, verputztes Mauerwerk mit Werksteinkanten und -rahmungen, Portalfassade mit Figurennische 'Madonna', Außentreppe zur Empore; mit Ausstattung; Friedhof mit Mauer und zwei Torbögen, Sandstein, bezeichnet 1630, Verlauf nach 1844 partiell geändert | D-6-76-151-2  | BW      |
| Neugasse 2 (Standort)                       | Bauernhaus                                  | giebelständiger zweigeschossiger Krüppelwalmdachbau mit Fachwerkobergeschoss über hohem Kellersockel, 18. Jahrhundert, 1933 Erdgeschoss massiv erneuert | D-6-76-151-19 | BW      |
| Schmellengraben (Standort)                  | Bildstock                                   | würfelförmiges Postament mit einfachem gebauchtem Säulenschaft und Nischenaufsatz mit seitlichem Kreuzrelief und eiserner Kreuzbekrönung, Sandstein, 19. Jahrhundert | D-6-76-151-21 | BW      |
| Staatsstraße 2441 (Standort)                | Prozessionsaltar                            | Sandstein, bezeichnet 1816 mit Pfeiler und Reliefaufsatz 'Pietà', Sandstein, bezeichnet 1739 | D-6-76-151-17 | BW      |
| Staatsstraße 2441 (Standort)                | Bildstock                                   | Pfeiler mit Nischenaufsatz und Kreuzbekrönung, Sandstein bezeichnet 1738 | D-6-76-151-18 | BW      |
| Wasenweg (Standort)                         | Gedenkstein                                 | rechteckige Inschrifttafel, Sandstein, bezeichnet 1811, rechteckige Aufsatztafel mit Inschrift, Sandstein, 2. Hälfte 19. Jahrhundert | D-6-76-151-22 | BW      |
| Kreisstraße MIL 1 (Standort)                | Bildstock                                   | Pfeiler mit Nischenaufsatz, Sandstein, 1. Hälfte 18. Jahrhundert | D-6-76-151-23 | BW      |
| Nähe An der Zeiselsmühle (Standort)         | Bildstock                                   | Postament mit Volutensäule und Kreuzdach-Reliefaufsatz 'Pietà' und 'Kruzifix' sowie Kreuzbekrönung, Sandstein, Spätrenaissance, bezeichnet 1629. | D-6-76-151-24 | BW      |